# Lawrence Renes
Lawrence Renes (1970) is een Nederlands dirigent.

## Opleiding
Renes doorliep het Murmelliusgymnasium in Alkmaar en studeerde  aanvankelijk viool aan het Sweelinck Conservatorium in Amsterdam, maar maakte deze studie niet af. Hij koos vervolgens voor de studie orkestdirectie aan het Koninklijk Conservatorium in Den Haag, waar hij in 1993 cum laude afstudeerde.

## Prijzen en onderscheidingen
Bij de internationale dirigentencursus van de NOS in 1992, waar hij het Radio Philharmonisch Orkest dirigeerde, won Renes de eerste prijs. Dat concert werd destijds live uitgezonden. Bij deze prijs hoorde een gastdirectie bij het Kanazawa Symfonieorkest in Japan. In 1992 werd hem de Elisabeth Everts Prijs toegekend, een prestigieuze prijs voor excellente jonge musici.

## Activiteiten
Renes maakte zijn professionele debuut bij het Orquesta Filarmónica de Gran Canaria. In 1994 werd Renes assistent-dirigent van Edo de Waart bij het Radio Filharmonisch Orkest.
Zijn doorbraak kwam in 1995 toen hem op het laatste moment, een dag van tevoren, werd gevraagd in te vallen voor Riccardo Chailly bij het Koninklijk Concertgebouworkest in het Concertgebouw in Amsterdam in een concert met Richard Strauss' Ein Heldenleben en het Concert voor Orkest van Béla Bartók. Het concert werd opgenomen en werd later gebruikt voor de documentaire over Renes met de titel Een droomdebuut. Renes kende Ein Heldenleben bijzonder goed, omdat hij het het jaar ervoor elf avonden lang het Nederlands Studenten Orkest (NSO) had gedirigeerd waar dit stuk op het programma stond. Hij zou het NSO in 1997 en 2002 nogmaals dirigeren.
In deze periode dirigeerde Renes het Residentie Orkest, het Rotterdams Philharmonisch Orkest, het Nederlands Philharmonisch Orkest, het Radio Filharmonisch Orkest, het Radio Symfonie Orkest, het Radio Kamer Orkest, het Brabants Orkest en Het Gelders Orkest. Hij werd ook vaste gastdirigent bij de Zagreb Philharmonic. Renes werd chef-dirigent van het Gelders Orkest in 1998, waar hij in 2002 vertrok omdat hij meer artistieke vrijheden wilde.
In 1996 dirigeerde hij het live uitgezonden openingsconcert van de Amsterdam ArenA, met 50.000 toeschouwers.
Renes vervulde gastdirecties bij onder andere het Beethovenhalle Orchester in Bonn, het Sydney Symphony Orchestra, Orchestre National Bordeaux Aquitaine, het Orchestre National des Pays de la Loire, het Minnesota Symphony Orchestra, het Deutsches Symphonie Orchester Berlin, St. Louis Symphony Orchestra, Royal Liverpool Philharmonic Orchestra, City of Birmingham Symphony Orchestra, Göteborg Symfonie Orkest, Stuttgart Radio Orchester, Los Angeles Philharmonic Orchestra, Bamberger Symphoniker, Koninklijk Filharmonisch Orkest van Stockholm, Indianapolis Symphony Orchestra, het Residentie Orkest, het Stavanger Symfonie Orkest, het BBC Symphony Orchestra, het Deens Nationaal Symfonieorkest, het Zweeds Kamerorkest, het Hong Kong Philharmonic Orchestra, het Teatro Carlo Felice, het Orchestra Sinfonica di Milano Giuseppe Verdi, het Nieuw-Zeeland Symfonieorkest, het Aspen Summer Music Festival, de Seattle Symphony en het symfonieorkest van Indianapolis.
Hij leidde operaproducties bij de Vlaamse Opera (Così fan tutte, Rigoletto), de Houston Opera (Le Nozze di Figaro, Don Giovanni), de Nationale Reisopera (Un ballo in maschera, Le Nozze di Figaro, Parsifal, Don Giovanni, La Bohème, Tristan en Isolde en Jevgeni Onegin), Hamburgische Staatsoper (Madama Butterfly, Le Nozze di Figaro) en de Sante Fe Opera. Bij De Nederlandse Opera leidde hij producties van Johnny and Jones van Theo Loevendie, Tea van Tan Dun en Doctor Atomic van John Coolidge Adams
Renes was sinds 2002 chef-dirigent van de Bremer Philharmoniker, en was daarbij ook algemeen muzikaal directeur van het operahuis. Hij dirigeerde er onder andere Metamorphosen van Richard Strauss en Mahlers Das Lied von der Erde.
Hij vertrok daar in 2006 om meer tijd te hebben voor andere verplichtingen in het buitenland.

## CD-opnamen
Renes nam onder andere CD's op met muziek van Gershwin voor Sony, het celloconcert van Dvorak met Pieter Wispelwey en het Nederlands Philharmonisch Orkest voor Channel Classics en de vioolconcerten nrs. 2,4 en 5 van Henri Vieuxtemps met het Orchestre Philharmonique de Monte Carlo en Alexander Markov voor het label ERATO.
- Bibsys: 9020766
- Bibliothèque nationale de France: cb14219926m (data)
- Catàleg d'autoritats de noms i títols de Catalunya: 981058508685206706
- CiNii: DA12037675
- Gemeinsame Normdatei: 135081122
- International Standard Name Identifier: 0000 0001 0654 0401
- Library of Congress Control Number: no98096681
- MusicBrainz: 85011051-dd6c-4f49-8bcf-9b24a61d3413
- Nationale Bibliotheek van Tsjechië: xx0155797
- Nationale Bibliotheek van Israël: 987007317332205171
- Nationale en Universitaire bibliotheek Zagreb: 000563826
- Réseau des bibliothèques de Suisse occidentale: 02-A014246274
- Système universitaire de documentation: 196751268
- Virtual International Authority File: 43921126
- WorldCat: E39PBJp64XyhwxTW6CtYGFhT73